# El Guacamayo
El Guacamayo est une municipalité colombienne située dans le département de Santander.